# Pierre Melchior d'Adhémar
Pour les articles homonymes, voir Familles d'Adhémar.
Jean-Baptiste Pierre Melchior Pierre-Melchior d’Azémar puis d’Adhémar (né à Saint-Maurice-de-Cazevieille le 15 juillet 1740 et mort au château de Teillan à Aimargues le 2 septembre 1821), est un officier et haut fonctionnaire français.

## Biographie
Pierre Melchior d'Azémar, ou plutôt d'Adhémar, naquit à Saint-Maurice-de-Cazevieille, près d'Alès, le 15 juillet 1740.
Il embrassa de bonne heure la carrière des armes, et entra dans le régiment de Flandres, dont il devint major. Il était déjà en retraite, en 1789, lorsqu'il fut nommé commandant-général des gardes nationales du Gard, poste où il se fit une réputation de « probité courageuse, confirmée par le reste de sa vie ». En outre, Pierre Melchior d'Azémar, fit partie des assemblées de la noblesse de Nîmes en 1789,.
Son dévouement à la famille des Bourbons, le fit incarcérer durant dix-sept mois, pendant la Terreur. Libéré après la chute de Robespierre, il s'était retiré dans son domaine de Saint-Maurice-de-Casevieille, et s'y livrait exclusivement à l'agriculture, objet favori de ses études et de ses goûts, lorsque Napoléon Bonaparte, premier Consul, l'appela, en 1802, à la sous-préfecture d'Uzès, et le 31 janvier 1806, à la préfecture du Var.

### Préfet du Var
Lorsqu'il arriva au chef-lieu de sa préfecture, Draguignan n'avait pas de promenade digne de sa nouvelle importance. M. d'Azémar le vit, et bientôt la ville lui dut la création des Allées d'Azémar.
Dans l'arrondissement de Brignoles, la rivière d'Argens « se dégageant avec peine de son urne », submergeait, depuis des siècles, de vastes champs, perdus pour l'agriculture, et d'où s'élançaient au loin de funestes exhalaisons. Des travaux entrepris, à diverses époques, n'avaient pu dessécher les marais de Sceillan. Un conseil, aussi simple qu'ingénieux, donné par M. d'Azémar, « trancha le mal dans sa racine », et cette contrée est devenue, depuis lors, l'une des plus fertiles et des plus salubres du département.
D'autres actions signalèrent encore la gestion du digne vieillard ; mais la plus importante, sans contredit, parce qu'elle concerne toute la portion du territoire confié à ses soins, et au-delà, est la culture du sainfoin dans le département du Var. Cette plante fourragère, qui croit dans les lieux secs, qui, loin d'épuiser la terre, la fertilise, et qui est fort recherchée des bêtes de labour et des troupeaux, y était tout à fait inconnue. M. d'Azémar comprit de suite les immenses avantages de cette importation pour un pays montagneux et peu arrosé, tel que le département du Var. Il donna lui-même, à ses frais, l'exemple des premiers essais dans la campagne de Draguignan, et sa persévérance ayant triomphé des préventions et des résistances « qu'oppose, partout et toujours, l'esprit de routine aux innovations, même les meilleures, toute la gloire lui est restée d'avoir popularisé, dans une vaste contrée, un des plus précieux instruments de la richesse agricole. »
L'occupation des mairies varoises par des nobles et des royalistes doit beaucoup au préfet. Ses agissements sont facilités par les employés de ses bureaux, nobles et/ou royalistes. La noblesse de l'arrondissement de Draguignan a tout de suite compris quel enjeu représentait la préfecture et ses intrigues l'ont fixée là en avril 1797. Le contrôle de la préfecture est un enjeu : en 1806, Toulon réclame son retour, mais les Dracénois se mobilisent. Le préfet d'Azémar écrit au ministre : l'argumentaire, utilisé jusqu'en 1974 pour maintenir la préfecture à Draguignan, est déjà le sien. Le jeune maire Reboul-Taradeau (nommé en 1808 par d'Azémar) fait intervenir les protections parisiennes de Muraire mais aussi celles de Jacques-Athanase Lombard-Taradeau (1750-1821) et d'Hippolyte Giraud d'Agay (1770-1846). L'arrondissement de Toulon devient alors l'objet de l'acharnement du préfet d'Azémar. La revendication de la préfecture, la force qu'y ont les opinions libérales le désignent pour une reconquête royaliste en règle. Louis Courtès, le maire de Toulon, qui a des sympathies républicaines, est accusé de malversations et révoqué sans avoir le droit de se défendre. Le préfet d'Azémar est si ouvertement favorable aux anciens émigrés que son ministre s'en inquiète et qu'il doit se justifier dans une lettre du 30 octobre 1807. D'Azémar sera remplacé en 1811 (son dossier porte la mention « Motif inconnu ».
C'est dans ses fonctions de préfet qu'il organise, le 7 octobre 1807, le séjour de Pauline Bonaparte, princesse Borghèse, à Gréoux-les-Bains et Nice.
M. d'Azémar fut fait baron de l'Empire en 1810. La même année, le poids de l'âge lui fit désirer la retraite, et il quitta une ville et un département « où il était justement apprécié et chéri comme un père », pour aller « achever de vivre », en continuant d'exercer la bienfaisance, dans son château de Grand-Teillan, à Aimargues, près de Lunel.

### Un procès pour le nom d'Adhémar
Ce fut de cette résidence que, peu d'années après, il renouvela l'instance ouverte en 1784, pour prendre le nom d'Adhémar et il obtint une ordonnance royale, le 18 juin 1817, qui releva et consacra tous ses droits.
Cette ordonnance ayant été attaquée (Pierre Melchior d'Adhémar avait le concours des deux chefs de branche, des d'Adhémar de Cransac, et des d'Adhémar de Panat, qui reconnaissaient pour leur auteur commun noble Rigal d'Adhémar, seigneur de Villalongue, descendant en ligne droite de Lambert de Monteil d'Adhémar, chevalier, seigneur de Lombers, vivant en 1251), le Conseil d'État renvoya cette contestation devant les tribunaux ordinaires ; mais il n'était réservé qu'aux enfants de cet homme de bien de recueillir tous les fruits d'une réintégration définitive. Le dit-parent épuisa toutes les ressources qu'offre la hiérarchie judiciaire : tribunal civil, appel en cour royale et pourvoi devant la cour de cassation.
Le 17 mars 1841, Alexis d'Adhémar et son frère utérin, Antoine Gabriel Henri chevalier d'Adhémar, obtiennent un jugement du Tribunal civil de première instance de Montpellier qui ordonne la rectification de leurs actes de mariage en ce sens que leur nom est Adhémar écrit par erreur Azémar.
La cour de cassation, par un arrêt rendu le 8 mars 1844, a confirmé les prétentions des fils du préfet, et a mis fin à une lutte qui durait depuis 25 ans. La descendance de ce Bon Préfet du Var de la famille des Adhémar, solennellement proclamée depuis le décès de celui-ci, avait été confirmée d'ailleurs par le comte d'Adhémard de Cransac, en 1816, et par le comte d'Adhémard de Panat, en 1819. Des actes authentiques furent alors dressés à ce sujet,.
Le procès n'était pas encore vidé quand M. d'Azémar mourut, au château de Teillan, le 2 septembre 1821, entouré de sa famille. Quelques mois, quelques jours avant, on le voyait encore entouré de « ses pauvres clients », et M. de Jouy n'avait eu garde de l'oublier dans son Ermite en province, où il dit que « l'habitation de cet ancien préfet du Var était devenue l'asile du pauvre et la providence de l'infortune ».

Par une délibération, prise le 17 février 1844, le conseil municipal de la ville de Draguignan, approuvant les plans et le devis de M. Lautoin, architecte du département, accorda les fonds nécessaires pour la construction d'une fontaine ornée du buste de M. d'Azémar, exécuté par le sculpteur Reboul. Ce monument s'élève au fond des allées créées par le magistrat : de la base s'élève une touffe de la plante qu'il a importée dans le département, et sur la colonne qui supporte l'image, on lit cette inscription : 

« À LA MÉMOIRE DU BARON M. D'AZÉMAR,
PRÉFET DU VAR. 1844. »

## Titres
- Chevalier[1] ;
- Seigneur de Colombiers (Hérault), d'Euzet, de Saint-Jean-de-Ceyrargues (diocèse d'Uzès), de Bagard, du château du Grand Teillan (Aimargues, diocèse de Nîmes[2])[3], de Saint-Maurice-de-Cazevieille, de Chirac[1] ;
- Baron de Suëlhes et "vicomte d'Héran"[3] ;
- Baron d'Azémar et de l'Empire (décret du 15 août 1810, lettres patentes du 23 décembre 1810 signées à Paris), confirmé en 1821[2].

## Armoiries
| Figure | Blasonnement |
|        | Famille d'Azémar D'azur à la bande d'argent chargée de trois croissant de sable et senestrée d'un lion rampant d'or. |
|        | Armes du baron d'Azemar et de l'Empire D'azur à la bande d'argent chargée de trois croissants de sable et sénestrée d'un lion contrerampant d'or ; franc-quartier des barons préfets, brochant au neuvième de l'écu., - Livrées : bleu, blanc, rouge, jaune. |

## Ascendance et postérité
Un jugement de maintenue de noblesse prononcé par l'intendant du Languedoc, en 1669, faisait remonter la filiation des d'Azémar en 1477.
Fils de Claude d'Azémar de Saint-Maurice de Cazevieille et de Madeleine du Bousquet, Pierre Melchior d'Adhémar avait un frère, Louis Guérin, lieutenant au régiment de Touraine, capitaine dans les régiments de l'île Bourbon et de l'Île-de-France, aide-major général des troupes des colonies, chevalier de Saint Louis (il commandait le fort d'Ostemburg dans l'Inde en 1787).
Le « Bon Préfet », avait épousé, le 21 décembre 1762, Marie Charlotte de Montolieu d'Héran. Il en eut quatre enfants, dont deux fils.
Sa descendance compte parmi les familles subsistantes de la noblesse française.

## Pour approfondir